# Ribnica

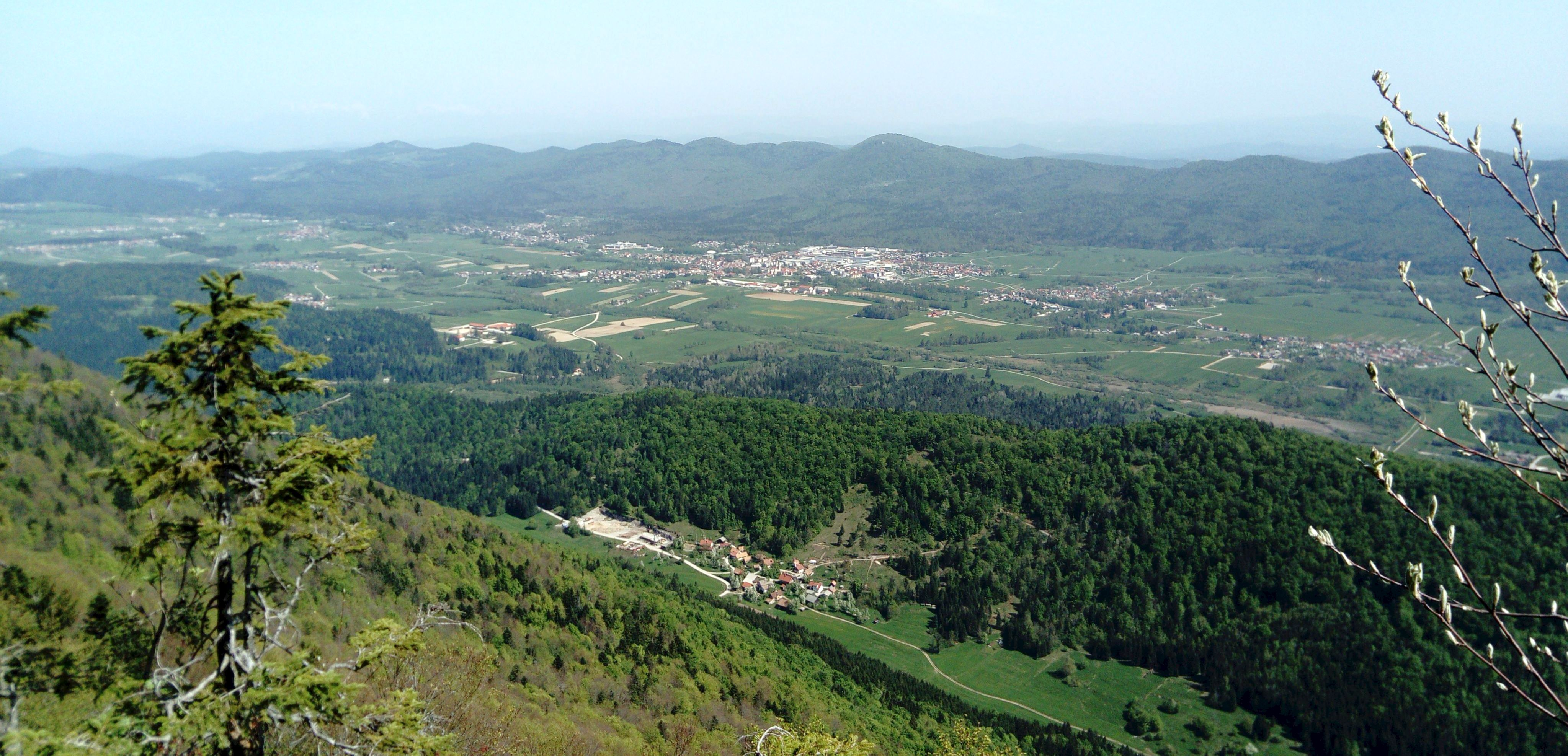
Ribnica

Ribnica (tyska: Reifnitz) är ett samhälle och en kommun i södra Slovenien. Kommunen har 9 483 invånare, och huvudorten med samma namn har 3 575 invånare (2019).